# Los Naranjos, Atlapexco
Los Naranjos är en ort i Mexiko.   Den ligger i kommunen Atlapexco och delstaten Hidalgo, i den sydöstra delen av landet, 200 km norr om huvudstaden Mexico City. Los Naranjos ligger 136 meter över havet och antalet invånare är 123.
Terrängen runt Los Naranjos är kuperad åt sydost, men åt nordväst är den platt. Runt Los Naranjos är det ganska tätbefolkat, med 65 invånare per kvadratkilometer. Närmaste större samhälle är Huejutla de Reyes, 11,6 km nordväst om Los Naranjos. Omgivningarna runt Los Naranjos är en mosaik av jordbruksmark och naturlig växtlighet.